# Miss Mundo 1953
Miss Mundo 1953 fue la 3.ª edición del certamente anual de Miss Mundo que se celebró el 19 de octubre de 1953 en el Lyceum Theatre, Londres, Reino Unido. 15 concursantes compitieron por el título de Miss Mundo. La ganadora fue Denise Perrier de Francia.

## Resultados
| Resultados Finales | Candidata                       |
| ------------------ | ------------------------------- |
| Miss Mundo 1953    | - Francia - Denise Perrier      |
| 1° Finalista       | - Grecia - Alexandra Ladikou    |
| 2° Finalista       | - Egipto - Marina Papaelia      |
| 3° Finalista       | - Ceilán - Manel Illangakoon    |
| 4° Finalista       | - Mónaco - Elizabeth Chovisky   |
| 5° Finalista       | - Estados Unidos - Mary Griffin |

## Candidatas
15 candidatas participaron en el certamen.
- Alemanha Ocidental - Wilma Kanders
- Ceilán - Manel Illangkoon
- Dinamarca - Ingrid Andersen
- Egipto - Myshimarina (Marina) Papaelia
- Estados Unidos - Mary Kemp Griffith
- Finlandia -  Maija-Riita Tuomaala
- Francia - Denise Perrier
- Grecia - Alexandra Ladikou
- Holanda - Yvonne Meijer
- Israel - Havatzelet Dror
- Mónaco - Elizabeth Chovisky
- Noruega - Solveig Gulbrandsen
- Reino Unido - Brenda Mee
- Suecia - Ingrid Johansson
- Suiza - Odette Michel

## Sobre los países en Miss Mundo 1953

### Debut
- Ceilán
- Egipto
- Grecia
- Israel
- Mónaco
- Noruega

### Retiros
- Bélgica
- Irlanda

### Crossovers
Miss Europa
- 1953:  Finlandia -  Maija-Riita Tuomaala
- 1953:  Holanda - Yvonne Meijer
- 1953:  Mónaco - Elizabeth Chovisky